# Thornton Jenkins Hains

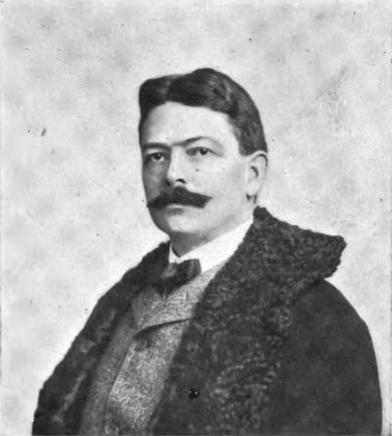
Thornton Alexander Jenkins Hains

Thornton Jenkins Hains (* 1866; † 19. August 1953) war ein US-amerikanischer Schriftsteller.

## Leben
Hains entstammte einer Offiziersfamilie: sein Vater war General Peter Conover Hains (1840–1921), sein Großvater mütterlicherseits Admiral Thornton A. Hains (1811–1893).
Heute noch ist Hains als Mittäter der Strafsache Regatta Murder bekannt, denn dieser Fall beschäftigte nicht nur lange die Regenbogenpresse, sondern beeinflusste auch einige Zeit die Rechtsprechung der Vereinigten Staaten.

Am Morgen des 15. August 1909 erfuhr Hains' Bruder Peter C. Hains, dass William Annis – wie er ein Mitarbeiter des „McIntosh Monthly“ – ein Verhältnis mit seiner Ehefrau hat. Am Nachmittag desselben Tages trafen sich die beiden Hains-Brüder und überrumpelten in einem Yachthafen von New York Annis auf seiner Yacht. Während Hains die Ehefrau und die zwei Söhne von Annis mit einer Waffe bedrohte, erschoss sein Bruder den Liebhaber seiner Ehefrau vor den Augen von dessen Familie. In der folgenden Gerichtsverhandlung wurde Hains als Mittäter angeklagt und verurteilt, doch bereits 1911 durch Gouverneur John Alden Dix begnadigt.

## Rezeption
Zwischen 1894 und 1908 verfasste Hains zwölf Romane unter eigenem Namen. Für einen seiner wichtigsten Romane – „The Cruise of the Petrel“ – wertete er die Logbücher seines Großvaters Thornton A. Jenkins aus dem Britisch-Amerikanischen Krieg (1812/14) aus.
Ab 1912 publizierte er nur noch unter dem Pseudonym Mayn Clew Garnett; manchmal ergänzte er dieses durch den ihm eigentlich nicht zustehenden Titel Captain. Nur noch in „Sea Stories“, einem Pulp-Magazin, erschienen in den zwanziger Jahren zwei Kurzgeschichten unter seinem eigenen Namen.

## Werke (Auswahl)
- The strife of the sea. Books for Libraries Press, Freeport, N.Y. 1969.
- The windjammers. Books for Libraries Press, Freeport, N.Y. 1969.
- Mr. Trunnell. Mate of the ship „Pirate“. Salzwasserverlag, Bremen 2010, ISBN 978-3-86195-282-4. (Nachdr. d. Ausg. Freeport 1900)
  - Obersteuermann Trunnell. Seeroman. (Aegir-Serie, Bd. 6). Lutz Verlag, Stuttgart 1903.
- The black barque. A tale of the pirate slave-ship „Gentle Hand“ on her last African Cruise. Books for Libraries Press, Freeport, N.Y. 1971. (Nachdr. d. Ausg. Boston 1905)